# Chigny-les-Roses
Chigny-les-Roses és un municipi francès, situat al departament del Marne i a la regió del Gran Est. L'any 2007 tenia 519 habitants.

## Demografia

### Població
El 2007 la població de fet de Chigny-les-Roses era de 519 persones. Hi havia 208 famílies, de les quals 48 eren unipersonals (28 homes vivint sols i 20 dones vivint soles), 64 parelles sense fills, 80 parelles amb fills i 16 famílies monoparentals amb fills.
La població ha evolucionat segons el següent gràfic:
Habitants censats

### Habitatges
El 2007 hi havia 254 habitatges, 212 eren l'habitatge principal de la família, 10 eren segones residències i 32 estaven desocupats. 250 eren cases i 3 eren apartaments. Dels 212 habitatges principals, 151 estaven ocupats pels seus propietaris, 43 estaven llogats i ocupats pels llogaters i 18 estaven cedits a títol gratuït; 3 tenien dues cambres, 15 en tenien tres, 31 en tenien quatre i 163 en tenien cinc o més. 176 habitatges disposaven pel capbaix d'una plaça de pàrquing. A 93 habitatges hi havia un automòbil i a 103 n'hi havia dos o més.

### Piràmide de població
La piràmide de població per edats i sexe el 2009 era:
| Homes | Edats   | Dones |
| ----- | ------- | ----- |
| 0     | 95 o +  | 0     |
| 0     | 90 a 94 | 4     |
| 0     | 85 a 89 | 4     |
| 0     | 80 a 84 | 4     |
| 12    | 75 a 79 | 12    |
| 8     | 70 a 74 | 4     |
| 12    | 65 a 69 | 8     |
| 16    | 60 a 64 | 28    |
| 28    | 55 a 59 | 16    |
| 24    | 50 a 54 | 32    |
| 24    | 45 a 49 | 8     |
| 4     | 40 a 44 | 20    |
| 20    | 35 a 39 | 8     |
| 32    | 30 a 34 | 20    |
| 16    | 25 a 29 | 20    |
| 8     | 20 a 24 | 8     |
| 12    | 15 a 19 | 12    |
| 16    | 10 a 14 | 16    |
| 16    | 5 a 9   | 8     |
| 28    | 0 a 4   | 16    |

## Economia
El 2007 la població en edat de treballar era de 345 persones, 252 eren actives i 93 eren inactives. De les 252 persones actives 241 estaven ocupades (130 homes i 111 dones) i 11 estaven aturades (3 homes i 8 dones). De les 93 persones inactives 29 estaven jubilades, 41 estaven estudiant i 23 estaven classificades com a «altres inactius».

### Ingressos
El 2009 a Chigny-les-Roses hi havia 216 unitats fiscals que integraven 527,5 persones, la mediana anual d'ingressos fiscals per persona era de 25.040 €.

### Activitats econòmiques
Dels 29 establiments que hi havia el 2007, 8 eren d'empreses alimentàries, 3 d'empreses de fabricació d'altres productes industrials, 3 d'empreses de construcció, 6 d'empreses de comerç i reparació d'automòbils, 1 d'una empresa d'hostatgeria i restauració, 1 d'una empresa financera, 3 d'empreses de serveis, 2 d'entitats de l'administració pública i 2 d'empreses classificades com a «altres activitats de serveis».
Dels 5 establiments de servei als particulars que hi havia el 2009, 1 era un taller de reparació d'automòbils i de material agrícola, 1 paleta, 2 lampisteries i 1 perruqueria.
L'únic establiment comercial que hi havia el 2009 era una joieria.
L'any 2000 a Chigny-les-Roses hi havia 85 explotacions agrícoles que ocupaven un total de 265 hectàrees.

## Equipaments sanitaris i escolars
El 2009 hi havia una escola elemental integrada dins d'un grup escolar amb les comunes properes formant una escola dispersa.

## Poblacions més properes
El següent diagrama mostra les poblacions més properes.